# Association du Servette Football Club
O Association du Servette Football Club, o nome oficial do Servette FC, é um clube de futebol da Suíça. Foi fundado em 1890 e sua sede fica na cidade de Genebra, tendo como estádio o Stade de Genève, inaugurado em 2003 com uma capacidade para 30 mil espectadores.

## Títulos
| NACIONAIS | NACIONAIS          | NACIONAIS | NACIONAIS |
|           | Competição         | Títulos   | Temporadas |
| --------- | ------------------ | --------- | --- |
|           | Campeonato Suíço   | 17        | 1906-07, 1917-18, 1921-22, 1924-25, 1925-26, 1929-30, 1932-33, 1933-34, 1939-40, 1945-46, 1949-50, 1960-61, 1961-62, 1978-79, 1984-85, 1993-94 e 1998-99 |
|           | Copa da Suíça      | 8         | 1928, 1949, 1971, 1978, 1979, 1984, 2001 e 2024 |
|           | Copa da Liga Suíça | 3         | 1977, 1979 e 1980 |

## Rivalidades
- Dérby entre os clubes: Servette FC X FC Sion [1]

- Dérby: Servette FC X Lausanne Sports [2] [3] [4]

- Dérby: Servette FC X Neuchâtel Xamax [5]

## Elenco atual
Última atualização: 30 de abril de 2025.

## Treinadores

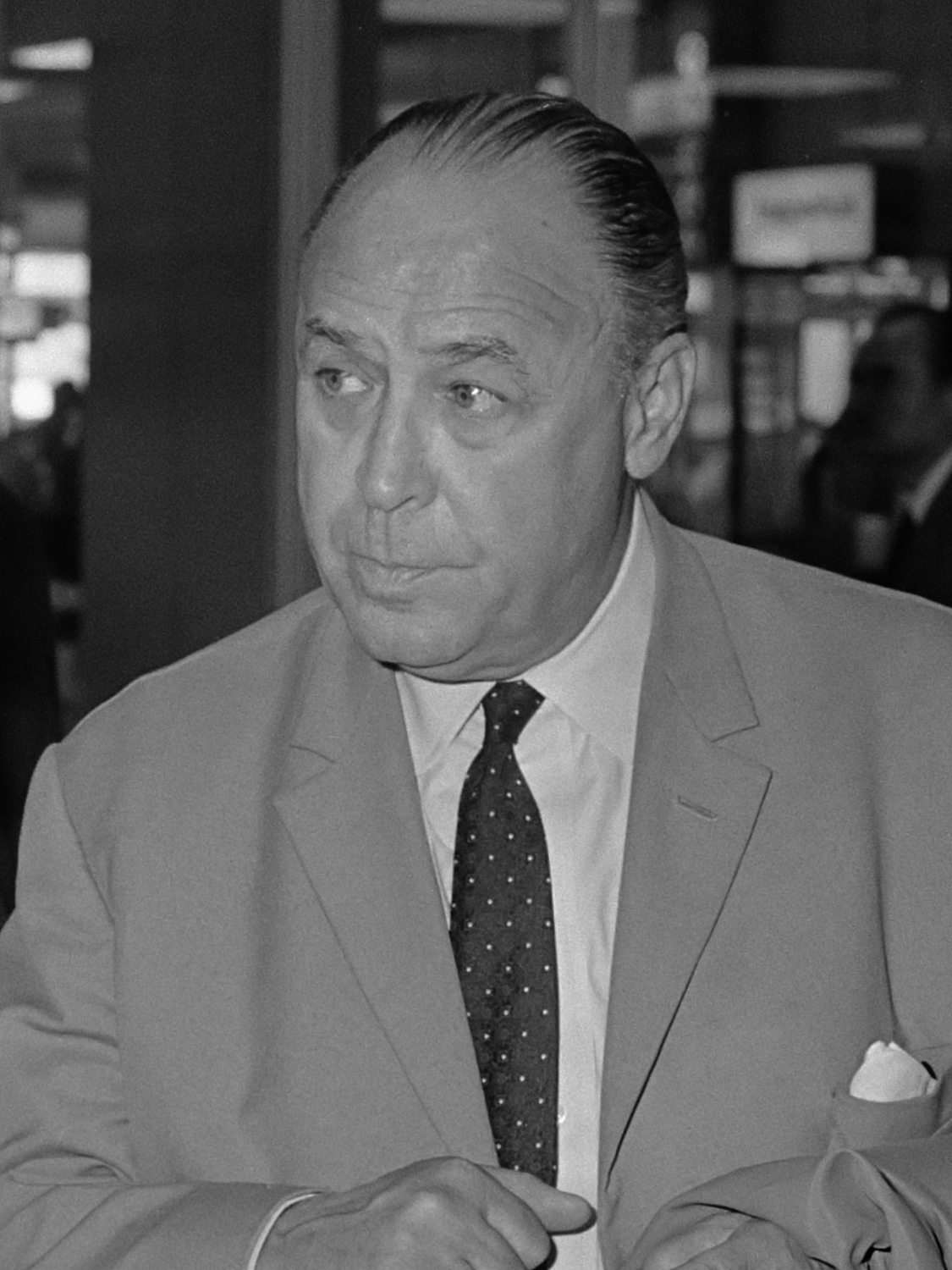
Karl Rappan 1931–35, 1948–53, 1954–57

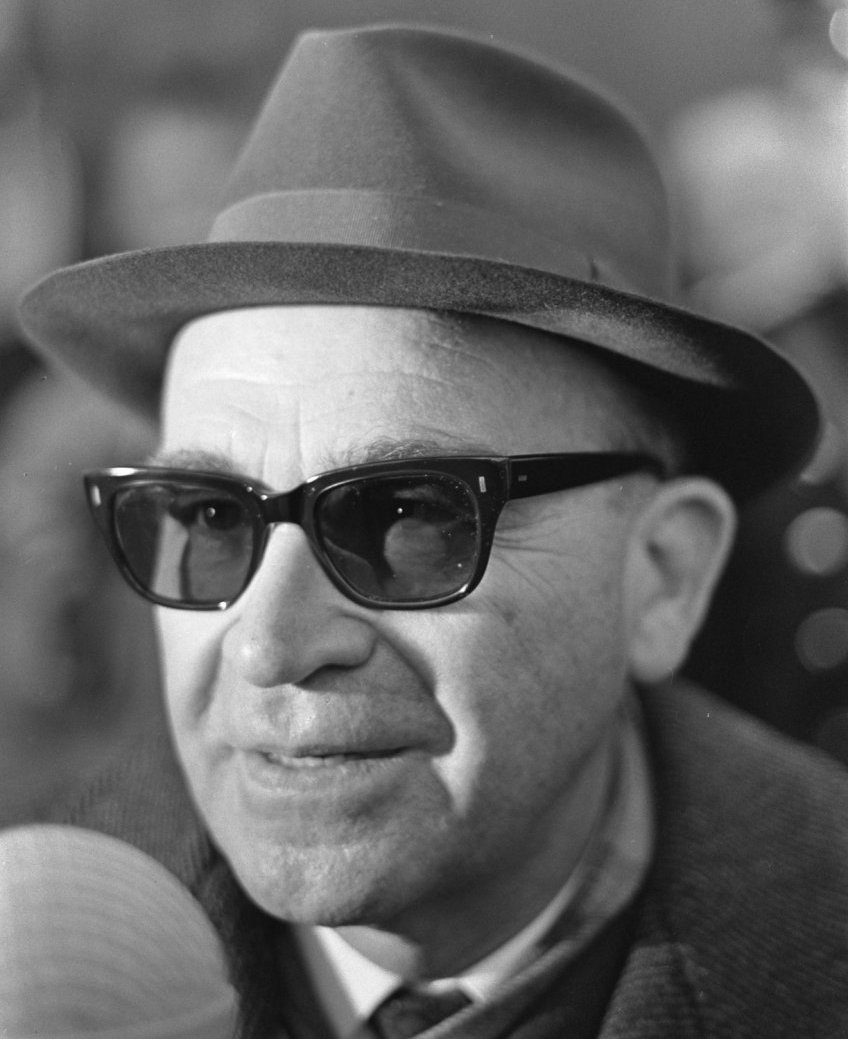
Béla Guttmann 1966–67

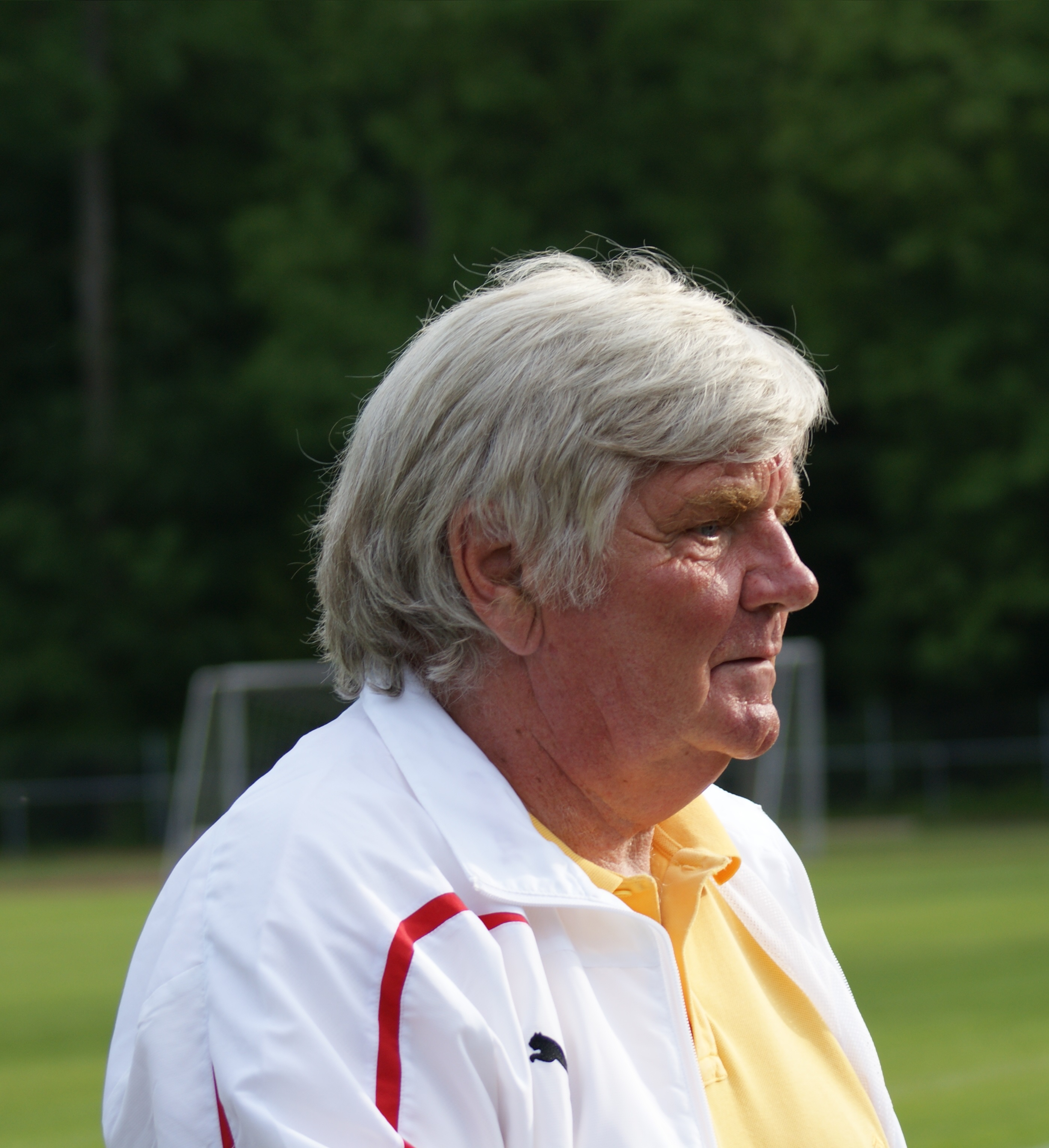
Jürgen Sundermann 1972–76

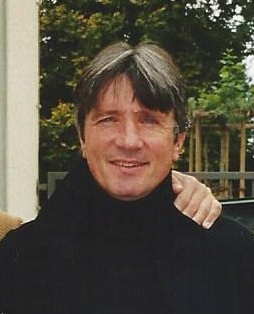
Gérard Castella 1997–99, 2008–09

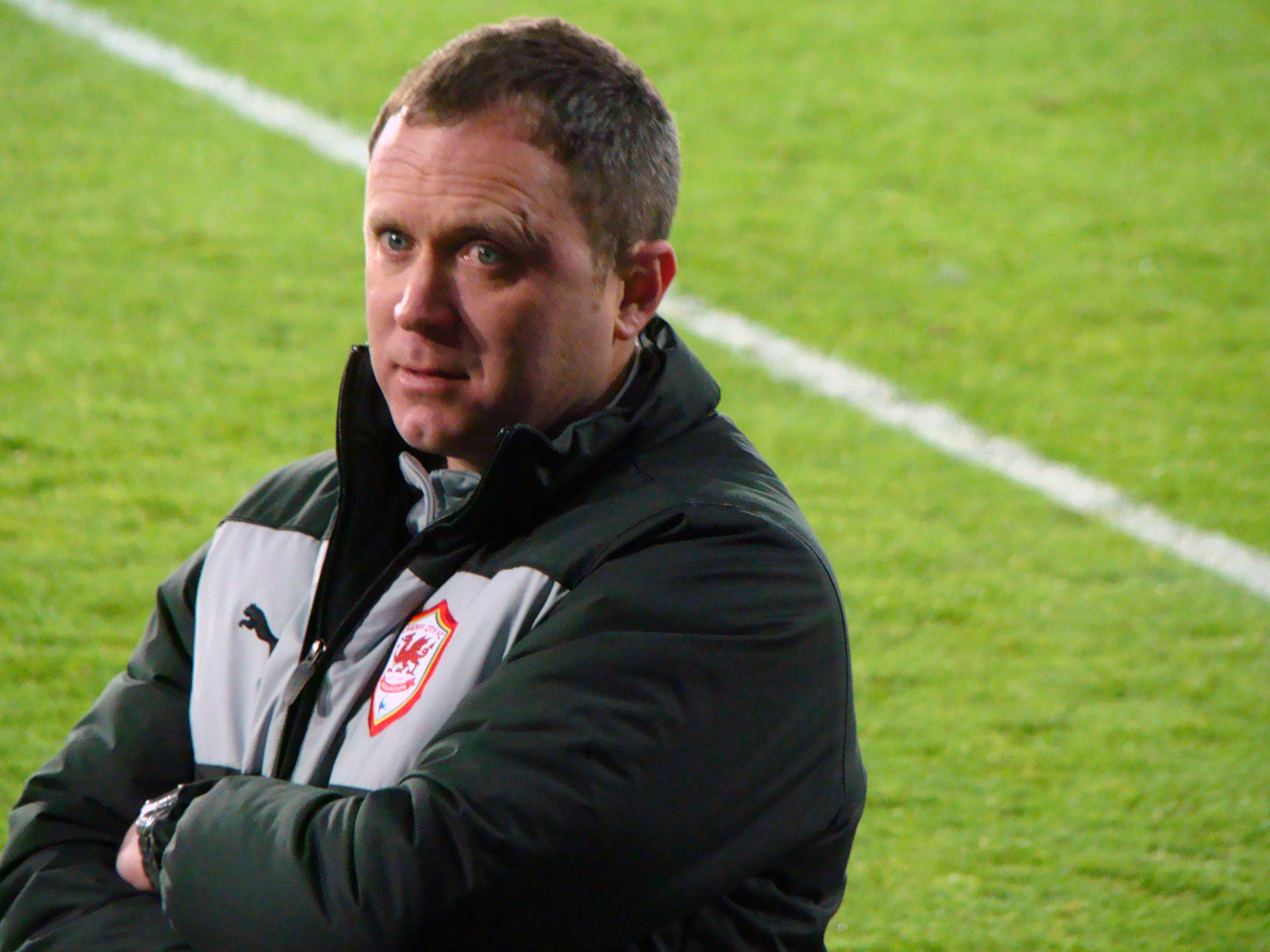
Kevin Cooper 2014-2015

| Número | Nome                            | Período         |
| ------ | ------------------------------- | --------------- |
| 1      | Teddy Duckworth                 | 1921–1929       |
| 2      | Frido Barth                     | 1929            |
| 3      | Teddy Duckworth                 | 1929–1931       |
| 4      | Karl Rappan                     | 1931–1935       |
| 5      | Leo Weisz                       | 1935–1936       |
| 6      | Robert Pache                    | 1936–1937       |
| 7      | Otto Höss                       | 1937            |
| 8      | André Abegglen                  | 1937–1942       |
| 9      | Léo Wionsowski                  | 1942–1943       |
| 10     | Fernand Jaccard                 | 1943–1948       |
| 11     | Karl Rappan                     | 1948–1953       |
| 12     | Albert Châtelain                | 1953–1954       |
| 13     | Karl Rappan                     | 1954–1957       |
| 14     | Jenö Vincze                     | 1957–1958       |
| 15     | Frank Séchehaye                 | 1958–1959       |
| 16     | Jean Snella                     | 1959–1963       |
| 17     | Lucien Leduc                    | 1963–1966       |
| 18     | Roger Vonlanthen                | 1966            |
| 19     | Béla Guttmann                   | 1966–1967       |
| 20     | Gilbert Dutoit                  | 1967            |
| 21     | Jean Snella                     | 1967–1971       |
| 22     | Henri Gillet                    | 1971–1972       |
| 23     | Jürgen Sundermann               | 1972–1976       |
| 24     | Péter Pázmándy                  | 1976– 1982      |
| 25     | Guy Mathez                      | 1982–1985       |
| 26     | Jean-Marc Guillou               | 1985–1986       |
| 27     | Thierry De Choudens             | 1986–1988       |
| 28     | Jean-Claude Donzé               | 1988–1989       |
| 29     | Péter Pázmándy                  | 1989–1990       |
| 30     | Gilbert Gress                   | 1990–1991       |
| 31     | Jean Thissen                    | 1991            |
| 32     | Bernard Mocellin                | 1991            |
| 33     | Michel Renquin                  | 1991–1993       |
| 34     | Ilija Petković                  | 1993-1995       |
| 35     | Bernard Challandes              | 1995            |
| 36     | Umberto Barberis                | 1995–1996       |
| 37     | Vujadin Boškov                  | 1996–1997       |
| 38     | Gérard Castella                 | 1997–1999       |
| 39     | Bosko Djurovski                 | 1999            |
| 40     | René Exbrayat                   | 1999–2000       |
| 41     | Lucien Favre                    | 2000–2002       |
| 42     | Roberto Morinini                | 2002–2003       |
| 43     | Adrian Ursea                    | 2003            |
| 44     | Marco Schällibaum               | 2003–2004       |
| 45     | Adrian Ursea                    | 2004            |
| 46     | Stefano Ceccaroni               | 2004–2005       |
| 47     | Jean-Michel Aeby                | 2005–2008       |
| 48     | Michel Sauthier                 | 2008            |
| 49     | Gérard Castella                 | 2008– 2009      |
| 50     | William Niederhauser            | 2009            |
| 51     | João Alves                      | 2009– 2011      |
| 52     | João Carlos Pereira             | 2011– 2012      |
| 53     | João Alves                      | 2012            |
| 54     | Sébastien Fournier              | 2012–2013       |
| 55     | Jean-Michel Aeby                | 2013–2014       |
| 56     | Mario Cantaluppi + José Sinval* | April–Juni 2014 |
| 57     | Kevin Cooper                    | 2014– 2015      |
| 58     | William Niederhauser            | 2015– 2016      |
| 59     | Anthony Braizat                 | 2016- 2016      |
| 60     | Meho Kodro                      | 2016- 2018      |
| 61     | Bojan Dimic*                    | 2018-2018       |
| 62     | Alain Geiger                    | 2018-2023       |
| 63     | René Weiler                     | 2023-2024       |
| 64     | Thomas Häberli                  | 2024-           |

* ad interim

## Uniformes

### 1º Uniforme
| 2020–2021 | 2019–2020 | 2018–2019 |

### 2º Uniforme
| 2020–2021 | 2019–2020 | 2018–2019 |